# Самоанский фунт
Самоанский (западносамоанский) фунт (англ. Western Samoan pound) — денежная единица подмандатной территории Западное Самоа в 1920—1945 годах, подопечной территории Западное Самоа в 1945—1962 годах и независимого государства Западное Самоа в 1962—1967 годах.

## История
До 1901 года в Германском Самоа в основном использовались британские монеты. Распоряжением германского губернатора от 15 июня 1901 года с 1 июля того же года было разрешено использовать в обращении:
- германские монеты (кроме монет в 5 марок, талер и 20 пфеннигов);
- иностранные золотые монеты (соверен = 20,42 марки, полсоверена = 10,21 марки, 20 долларов США = 83,80 марки, 10 долларов = 41,90 марки, 5 долларов = 20,95 марки, 21⁄2 доллара = 10,45 марки);
- серебряные британские, в том числе колониальные, и американские монеты (курс был ниже, чем у золотых монет).

В 1914 году германский протекторат был оккупирован новозеландскими войсками, в обращении стал использоваться также новозеландский фунт. 17 декабря 1920 года Новая Зеландия получила мандат Лиги Наций на управление Германским Самоа, переименованном в Западное Самоа. В том же году начат выпуск банкнот казначейства Западного Самоа в фунтах, равных новозеландскому фунту.
Первый, временный выпуск 1920 года, состоял из двух банкнот частного «Банка Новой Зеландии» в 10 шиллингов и 1 фунт, на которые была нанесена надпечатка «Government of Samoa/Currency note».
Второй выпуск банкнот начат в 1922 году, выпускались казначейские ноты в 10 шиллингов, 1 и 5 фунтов.
Монеты для Западного Самоа не выпускались, в обращении использовались британские монеты, а с 1933 года — новозеландские монеты.
1 января 1959 года был учреждён Банк Западного Самоа; 50 % принадлежало правительству Западного Самоа, 50 % — Банку Новой Зеландии. В 1960 году банк начал выпуск банкнот. Первый выпуск банкнот банка представлял собой казначейские ноты Западного Самоа в 10 шиллингов, 1 и 5 фунтов, на которые наносилась надпечатка «Bank of Western Samoa/Legal Tender in Western Samoa by virtue of the Bank of Western Samoa Ordinance 1959». В 1963 году банк начал выпуск собственных банкнот тех же номиналов — 10 шиллингов, 1 и 5 фунтов.
10 июля 1967 года вместо фунта введена самоанская тала, обмен производился в соотношении: 1 фунт = 2 талы.